# 加藤邦彦 (野球)
加藤 邦彦（かとう くにひこ、1952年12月17日 - ）は、岐阜県出身の元プロ野球選手。ポジションは投手。

## 来歴・人物
岐阜県立海津高等学校（現・岐阜県立海津明誠高等学校）を経て、1970年度新人選手選択会議でドラフト4位でロッテ・オリオンズに指名され入団。
しかし、一軍公式戦での登板機会がないまま、1973年オフに自由契約選手となり、翌年中日ドラゴンズに入団。
中日ドラゴンズでも一軍公式戦で登板できず、1976年限りで引退した。上手からの本格派。速球と落差の大きいカーブを武器とした。

## 詳細情報

### 年度別投手成績
- 一軍公式戦出場無し

### 背番号
- 48 （1971年 - 1973年）
- 55 （1974年 - 1976年）
- 72 （1977年）
- 79 （1978年 - 1979年）

### 登録名
- 加藤 邦彦 （かとう くにひこ、1971年 - 1973年、1976年）
- 加藤 邦洋 （かとう くにひろ、1974年 - 1975年）